# Beverwijk
Beverwijk é um município e uma cidade na Holanda, na província de Holanda do Norte. A cidade está localizada a cerca de 20 km (12 milhas) a noroeste de Amsterdã na área metropolitana de Randstad, ao norte do Canal do Mar do Norte, muito perto do litoral do Mar do Norte. Um túnel ferroviário e dois túneis de auto-estrada atravessam o canal entre Beverwijk e a cidade vizinha Haarlem, na margem sul.

## População centros
O município de Beverwijk consiste em dois núcleos, Beverwijk adequada e Wijk aan Zee, 5 km (3,1 milhas) a oeste, à direita da costa.

## História
O nome vem de Beverwijk Bedevaartswijk, que significa "áreas de peregrinação". A cidade formou a Igreja de Santa Agatha, que era um local peregrinação na Idade Média. Ágata da Sicília teria aparecido aqui no século IX de uma virgem de Velsen que estava fugindo do Conde de Kennemerland.
Em 1276, foi concedido Beverwijk direitos mercado por Floris V, e em 1298 foi concedido direito de cidade por João I, ambos Condes da Holanda.
Durante o século XVII, ricos comerciantes de Amsterdã construíram as suas propriedades, tais como Huize Akerendam, Westerhout Huizee Scheijbeeck Huize, na região das dunas cênica Beverwijk.
Antes da recuperação da Baía de IJ, o ponto mais estreito na península de Holanda do Norte estava em Beverwijk. Portanto, uma linha defensiva foi construída em 1800 após a Batalha de Castricum em 1799.
Em 1944, durante a Segunda Guerra Mundial, os alemães realizaram uma batida de casa em casa em Beverwijk e Velsen-Noord, apreendendo cerca de 500 pessoas como reféns para forçar os assassinos de três colaboradores para entregar-se. Ao todo, 63 deles nunca voltaram.
Em 23 de março de 1997, Beverwijk foi o local de um confronto de duas torcidas de futebol. Os torcedores do AFC Ajax envolveram-se em confrontos com os torcedores do Feyenoord, no que veio a ser conhecida como a "Batalha de Beverwijk". Durante esse incidente, um torcedor do Ajax foi esfaqueado até à morte.